# Charles Hélou
Charles Hélou (en arabe : شارل الحلو), né le 25 septembre 1913 à Beyrouth et mort le 7 janvier 2001 dans la même ville, est un homme politique libanais, qui fut président de la République de 1964 à 1970.

## Biographie
Né à Beyrouth, fils d'une influente famille maronite de Baabda, il était juriste (diplômé de l'université Saint-Joseph de Beyrouth en 1929), fin lettré et journaliste.
Sa présidence tourmentée fut marquée par la conclusion de l'accord du Caire du 3 novembre 1969 entre Arafat et le général Émile Boustani au sujet de la présence armée palestinienne au Liban, cet accord devenant par la suite une des principales causes directes de la Guerre du Liban.
Il fut ambassadeur du Liban au Saint-Siège en 1947, ministre de la Justice et de la Santé (1954-1955), ministre de l'Éducation (1964). Il fut après son mandat, président de l'Association internationale des parlementaires de langue française (aujourd'hui Assemblée parlementaire de la Francophonie), de 1972 à 1979, qualifié par Edgar Faure de « président le plus présidentiel ».
Ce fut le premier président libanais à résider au palais de Baabda.